# Voorspellende waarde
De voorspellende waarde of predictieve waarde is de kans dat bij een test de testuitslag juist is en niet foutpositief of foutnegatief.

## Positief en negatief
De positieve voorspellende waarde (PVW, Engels: positive predictive value, PPV) is het deel van de onderzochte personen met een positieve testuitslag die de eigenschappen ook daadwerkelijk heeft. De negatieve voorspellende waarde (NVW, Engels: negative predictive value, NPV) daarentegen is het deel van de onderzochte personen met een negatieve testuitslag die de eigenschappen inderdaad niet heeft.
De positieve en negatieve voorspellende waarde wordt uitgedrukt als een fractie of in procent of promille, zoals 0,95 of 95%. Een positieve voorspellende waarde van 95% wil zeggen dat 95% van de personen met een positieve testuitslag de eigenschappen daadwerkelijk heeft. De overige 5% heeft dus ook een positieve testuitslag, maar heeft de eigenschappen niet. In het ideale geval zouden de positieve en negatieve voorspellende waarden beide 100% moeten zijn. Wanneer de positief voorspellende waarde toeneemt, neemt de negatieve voorspellende waarde meestal af, en vice versa.

## Geneeskunde
In de geneeskunde is een test met een hoge positieve voorspellende waarde gewenst als een medische behandeling schadelijk zou kunnen zijn. Er worden dan wel een aantal patiënten gemist die een fout-negatieve uitslag hebben. Deze mensen moeten dan met een andere test worden opgespoord.
Als een ziekte beslist niet gemist mag worden, dan is een test met een hoge negatief voorspellende waarde gewenst. Hierdoor worden er ook een aantal patiënten behandeld die een fout-positieve testuitslag hebben, maar de behandeling is in een dergelijk geval niet schadelijk voor de patiënt.

## Populatie
De voorspellende waarden zijn populatiespecifiek en zijn geen algemeen kenmerk van een test zelf. De waarden zijn slechts geldig voor de test op die welomschreven manier gebruikt bij die welomschreven populatie en in die welomschreven omstandigheden.
Verschillen de omstandigheden, de methode van afname of behoort de persoon tot een andere populatie dan die vermeld in de studie waarbij de predictieve waarden vastgesteld werden, dan zijn deze voorspellende waarden voor dit individu niet geldig.
De voorspellende waarde is sterk afhankelijk van de prevalentie van de ziekte in de bestudeerde populatie (prevalentie = (a + c) / (a + b+ c + d)). Bij (zeer) lage prevalentie zal een heel goede test zelden een voldoende geacht hoge positieve predictieve waarde genereren maar wel vlot een voldoende geachte negatieve voorspellende waarde. Bij (zeer) hoge prevalentie zal men gemakkelijk(er) tot een voldoende hoog geachte positieve voorspellende waarde komen en moeilijk(er) tot een voldoende geachte negatieve voorspellende waarde. Met 'voldoende geachte' wordt hier bedoeld: voldoende geacht om een diagnose te stellen of om tot een therapeutisch besluit te kunnen (willen) komen.

## Sensitiviteit en specificiteit
Naast de voorspellende waarde is ook de sensitiviteit en specificiteit van belang bij een laboratoriumtest. Een hoge sensitiviteit (percentage positieve testuitslagen bij aanwezigheid van de ziekte) van een test is nodig om met zekerheid te kunnen aantonen dat iemand de ziekte niet heeft. Een hoge specificiteit (percentage negatieve testuitslagen bij afwezigheid van de ziekte) van een test is nodig om met grote zekerheid te kunnen aantonen dat iemand de ziekte heeft.

## Berekening
De berekening van voorspellende waarde is transparant, en de berekening is eenvoudig indien men enkel met één testuitslag rekening houdt.
De samenhang van de aan- of afwezigheid van een ziekte in combinatie met een positieve of negatieve testuitslag wordt in onderstaande tabel weergegeven:
|               | ziekte aanwezig                        | ziekte niet aanwezig                   |
| test positief | A (Echt positieven, terecht alarm)     | B (Fout positieven, vals alarm)        |
| test negatief | C (Fout negatieven, gemiste patiënten) | D (Echt negatieven, terecht verworpen) |
| ------------- | -------------------------------------- | -------------------------------------- |

Vervolgens kunnen uit deze tabel de sensitiviteit, specificiteit, positieve voorspellende waarde en negatieve voorspellende waarden worden afgeleid.
Afkortingen: TP, true positive; FN, false negative; FP, false positive; TN, true negative; Sens, sensitiviteit; Spec, specificiteit; PVW, positief voorspellende waarde; NVW, negatief voorspellende waarde
|               | ziekte aanwezig         | ziekte niet aanwezig    | totaal | formule          |
| test positief | A (Echt-positieven, TP) | B (Fout-positieven, FP) | TP+FP  | PVW = TP/(TP+FP) |
| test negatief | C (Fout-negatieven, FN) | D (Echt-negatieven, TN) | TN+FN  | NVW = TN/(TN+FN) |
| totaal        | TP+FN                   | FP+TN                   |        |                  |
| formule       | Sens = TP/(TP+FN)       | Spec = TN/(FP+TN)       |        |                  |
| ------------- | ----------------------- | ----------------------- | ------ | ---------------- |

De positieve voorspellende waarde van een test is het aantal personen met een positieve test dat aan de ziekte lijdt (a) gedeeld door de som van het aantal personen met een positieve test die aan de ziekte lijden (a) en het aantal personen met een positieve test die er niet aan lijden (b). In formulevorm is dit:
{\displaystyle PVW={\frac {a}{(a+b)}}}
De negatieve voorspellende waarde is het aantal personen dat negatief scoort op de test en die niet aan de ziekte lijden (d) gedeeld door de som van het aantal personen die negatief scoren en die aan de ziekte lijden (c) en het aantal personen die negatief scoren en niet aan de ziekte lijden (d). In formulevorm is dit:
{\displaystyle NVW={\frac {d}{(c+d)}}}